# Acteur non étatique
Les acteurs non étatiques sont des organisations et des individus ayant une influence politique significative, mais indépendants des gouvernements. Ils ne sont pas affiliés, dirigés ou financés directement par les États.
Les motivations, l’organisation et l’influence des acteurs non étatiques varient considérablement. Parmi ces acteurs il y a des entreprises, des médias, des magnats du monde des affaires, des mouvements de libération, des groupes de pression, des groupes religieux, des organisations d'aide, aussi des acteurs non étatiques violents tels que les forces paramilitaires.

## Types d'acteurs
Quelques catégories courantes et influentes d'acteurs non étatiques sont proposés ici :
- Les magnats des affaires sont des personnes qui possèdent de grandes richesses et qui cherchent à influencer les affaires nationales et internationales. Par exemple Warren Buffett et Bill Gates.
- Les entreprises, dont les multinationales, sont des sociétés ayant une personnalité juridique. Elles comprennent de très grandes entreprises opérant au niveau transnational telles que par exemple : Coca-Cola, McDonald's, General Motors, Adidas, Huawei, Renault, Samsung, Nestlé, Toyota .
- Les organisations autonomes décentralisées, parfois appelées sociétés autonomes décentralisées, fonctionnent selon des règles informatiques codées appelées contrats intelligents (en anglais smart contracts)[2]. La crypto-monnaie Bitcoin est en un exemple qui a pris de l'ampleur depuis 2018.
- Les agences de presse internationales, qui sont aussi généralement des entreprises, rendent compte de la situation sociale et politique dans les pays du monde entier et peuvent donc être très influentes en tant qu'acteurs non étatiques. Des exemples de telles agences sont : AFP, EFE, Reuters, AP, RIA Novosti et Xinhua.
- Les organisations non gouvernementales (ONG), dont les organisations non gouvernementales internationales, sont généralement des organismes sans but lucratif visant des changements dans les domaines humanitaire, éducatif, écologique, de la santé, de la politique publique, du social, des droits de l'homme, de l'environnement et d'autres encore. Des exemples d'ONG sont : Greenpeace, le Mouvement international de la Croix-Rouge et du Croissant-Rouge, Amnesty International, Human Rights Watch et le WWF. Les ambassadeurs de bonne volonté ou les travailleurs humanitaires impliqués dans des missions d'ONG internationales à l'étranger peuvent également être considérés comme des acteurs non étatiques.
- Les mouvements de libération deviennent influents avec leur taille et leur longévité. Par exemple les mouvements du Printemps arabe de 2011.
- Les groupes religieux s'engagent généralement dans des affaires politiques au niveau international. Par exemple les quakers, une « Église traditionnellement pacifiste », ont des bureaux auprès Nations unies[3],[4]. Un exemple différent est celui des talibans, qui sont un groupe religieux et un acteur non étatique usant de violence.
- Les diasporas transnationales sont des communautés ethniques ou nationales qui cherchent généralement à apporter des changements sociaux et politiques dans leurs pays d'origine et leurs pays d'adoption.
- Les associations non constituées en société, les sociétés secrètes et les organisations civiques non reconnues par un État peuvent être considérées comme des acteurs non étatiques.
- Les nations et peuples non représentés comprennent de nombreux peuples autochtones et sociétés du Quart-monde.
- Les acteurs non étatiques violents sont les groupes armés, y compris des groupes tels que Daech ou des organisations criminelles comme les cartels de la drogue .
- Les citoyens du monde peuvent être considérés comme des acteurs non étatiques s'ils sont actifs en dehors de leur propre pays.

## Rôles
Les acteurs non étatiques peuvent contribuer à la formation d'opinions, comme aux Conseil des droits de l'homme des Nations unies. Les organisations internationales formelles peuvent également s'appuyer sur des acteurs non étatiques, en particulier des ONG, comme partenaires pour la mise en pratique dans les contextes nationaux.
Les acteurs non étatiques sont des agents fondamentaux pour aider à atteindre les objectifs de développement nationaux et internationaux, tels que ceux liés au changement climatique.
La Campagne internationale pour l'interdiction des mines antipersonnel (ICBL) est un exemple montrant l'importance des acteurs non étatiques pour la consolidation de la paix. ICBL est un réseau mondial d'ONG qui opère dans plus de 90 pays depuis 1992. Diana, princesse de Galles, s'est engagée pour cette cause. IIs ont porté ensemble la question à l'Assemblée générale des Nations unies. Ces efforts ont conduit au Traité d'Ottawa en 1997. La contribution d'ICBL a été reconnue avec le prix Nobel de la paix la même année.
Les acteurs non étatiques ont également un rôle d'appui dans la gouvernance. De nombreux États fragiles dépendent d'acteurs non étatiques pour leur protection et leur administration. Les méthodes traditionnelles comprennent les tribunaux locaux et les clans, à l'opposé il y a les groupes paramilitaires ou rebelles. 
Au XXIe siècle, les acteurs non étatiques ont acquis une reconnaissance juridique en raison de leur forte implication dans l'ordre international. Leur présence croissante les oblige à suivre les règles du droit international.

## Exemple: l’accord de Cotonou
Le terme « acteurs non étatiques » est très utilisé dans la coopération au développement, en particulier dans le cadre de l'accord de Cotonou entre l'Union européenne et les pays d'Afrique, des Caraïbes et du Pacifique (ACP). L'accord utilise ce terme pour désigner un large éventail d'acteurs non gouvernementaux du développement dont la participation à la coopération au développement ACP-UE est désormais officiellement reconnue. Selon l'article 6, les acteurs non étatiques comprennent :
- la société civile dans toute sa diversité ;
- les partenaires économiques et sociaux, y compris les organisations syndicales ;
- le secteur privé.

Dans la pratique, cela signifie que la participation est ouverte à tous les types d'acteurs, tels que les organisations communautaires, les groupes de femmes, les associations de défense des droits de l'homme, les organisations non gouvernementales (ONG), les organisations religieuses, les coopératives agricoles, les syndicats, les universités et instituts de recherche, les médias et le secteur privé. Sont également inclus dans cette définition des groupes informels. Le secteur privé, cependant, n'est considéré que dans la mesure où ses activités sont à but non lucratif.